# Carl Joakim Brandt
Carl Joakim Brandt, född 15 augusti 1817, död 27 december 1889, var en präst i danska Vartov. Psalmförfattare representerad i danska Psalmebog for Kirke og Hjem. Han var far till Ingeborg, gift med litteraturhistorikern Frederik Rønning, som 1892 gav ut en biografi över Brandts livsgärning.
Till Nikolaj Frederik Severin Grundtvigs ära grundades 1853 "en folkelig dansk højskole" som alternativ til "den ufolkelige, latinske højskole", som var universiteten. Namnet på skolan blev Grundtvigs Højskole. Den förlades till "Marielyst" i Haraldsgade på Nørrebro och startade den 3 november 1856.  Carl Joakim Brandt blev skolans första föreståndare. Undervisning gavs i ämnen som lantbruksarbete, åkerbruk, kemi och modersmåler. På grund av ett sviktande elevunderlag fick skolan stängas redan efter några få år. Brandt efterträdde även 1872 Grundtvig som präst vid Vartovstiftelsen. Han var även en av grundarna av Dansk Kirketidende 1845, och blev tidningens redaktör fram till sin död. 
Som vetenskapsman utgav han ett antal värdefulla arbeten inom psalmdiktningen, samt några arbeten om den förreformatoriska litteraturen, som Den danske Psalmedigtning (2 band, 1846-47) och Om Lundekanniken Christiern Pedersen og hans Skrifter (1882).
Hans betydelse som psalmförfattare är störst som översättare, men ett litet antal psalmtexter är av hans egen diktning, bland andra Klockan slår, tiden går, som han diktade 1870 och förbättrade 1885. Brandt blev 1860 sockenpräst i Holme Olstrup. Han har fått en gata i närheten av skolan där uppkallad efter sig.

## Utmärkelser
- Riddare av Dannebrogorden,  1869[4]

[Redigera Wikidata]